# Vapenrock m/1886

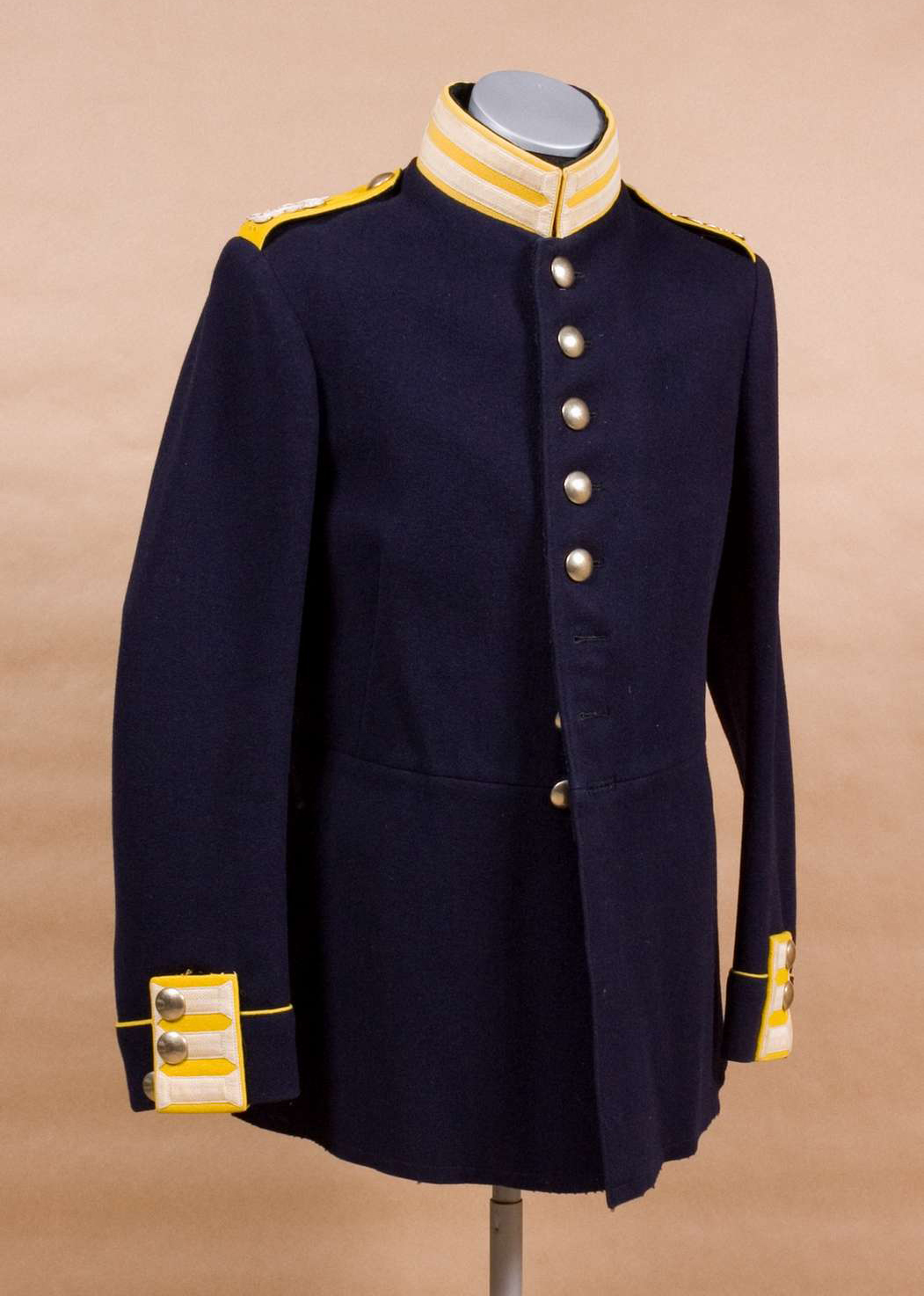
Vapenrock m/1886 modell II för manskap vid Svea livgarde (I 1).

Vapenrock m/1886 är en vapenrock som används inom den svenska krigsmakten. Fortifikationens variant som, bortsett från färgen, i allt väsentligt överensstämmer med övriga varianter, benämns vapenrock m/1888.

## Utseende
Vapenrocken fanns ursprungligen i två nästan likadana modeller. Båda varianterna hade mörkblått kläde och var försedda med en enradig knapprad bestående av åtta knappar. De hade en öppen snedskuren krage som igenhäktades nedtill. Kragens höjd skiljde sig mellan modellerna - 4-4,5 cm hög på modell I och 5 cm hög på modell II. Knapparna i knappraden var regementets egna. För modell II varierade färgen på krage, passpoal, knapphål, klaffar osv. beroende på regemente.
Fortifikationen nyttjade modell II men utförd i mellanblått kläde, denna variant benämns vapenrock m/1888.

### Modell I
Modell I hade en gul passpoal runt kragen som var 4-4,5 cm hög. På ärmuppslagen fanns två gula uppstående knapphål med båda knapparna knäppta.

### Modell II
För officerare och underofficerare:

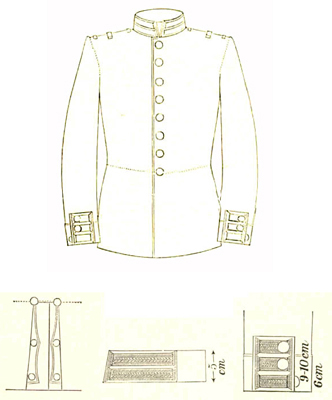
Modellbeskrivning av vapenrock m/1886, modell II.

Av mörkblått kläde/yllediagonal, helfodrad och försedd med två innerfickor. Livskuren och försedd med skulder- och skörtsömmar med fållklaffar (bakfickor). Skörten, öppna baktill, icke kortare än till skrevet och inte längre än till 10 cm nedanför detsamma. Enradig med åtta knappar av regementets egna, större modell med nedersta knappen i livsömmen. På ömse sidor i livsömmen midjehakar. 5 cm hög ståndkrage av regementets färg som kläde vilket igenhäktas nedtill. På vardera sidan av kragen sitter ett 130–140 mm långt så kallat knapphål - i silverbrodyr för officerare och 20 respektive 9 mm silvergalon för underofficerare. Ärmarna är försedda med runda fasta ärmuppslag, vardera framtill försett med en 90 mm hög rakskuren klaff av kläde i regementets färg med tre blinda så kallade knapphål - i silverbrodyr för officerare respektive 20 och 9 mm silvergalon för underofficerare. Dessa har tre knappar av regementets egna varav den nedersta knappen förblir uppknäppt. På axlarna finns hällor för löstagbara axelklaffar samt epålettslejfar av manglad kedja. Passpoal i regementets färg framtill från kragen ända ned, samt omkring ärmuppslag och på fållklaffar (bakfickor).
För manskap:
Samma som ovan men med några ändringar. Av ripsdiagonal med fasta axelklaffar som på ovansidan förses med kläde i regementets färg. Ingen passpoal framtill. 130–140 mm långa så kallade knapphål av vitt 20 respektive 9 mm band modell äldre på krage och på ärmuppslagens klaffar. Knappar i silver med tre kronor.

### Vapenrockarnas färger
Modell II för infanteriet var mörkblå men för Fortifikationen mellanblå. Plagget förses med följande färger vid följande regementen hos officerare. Silver- och guldgalon kan ersättas mot vitt eller gult för manskapsuniformerna.
| I 1  | Svea livgarde                 | Gul krage, klaffar, passpoal och foder.                                                | Knapphål i vitt band/silverbrodyr. |
| I 2  | Göta livgarde                 | Röd krage, klaffar, passpoal och foder.                                                | Knapphål i vitt band/silverbrodyr. |
| I 3  | Livregementets grenadjärer    | Vit krage, klaffar, passpoal och foder.                                                | Knapphål i gult band/guldbrodyr.   |
| I 4  | Första livgrenadjärregementet | Röda krage och ärmuppslag. Vit passpoal och vit flammande granat på mörkblå axelklaff. | Knapphål i vitt band/silverbrodyr. |
| I 5  | Andra livgrenadjärregementet  | Röd krage, ärmuppslag och passpoal samt röd flammande granat på mörkblå axelklaff.     | Knapphål i vitt band/silverbrodyr. |
| I 7  | Smålands grenadjärkår         | Gul passpoal på krage och ärmuppslag. Gul flammande granat på mörkblå axelklaff.       | Knapphål i gult band/guldbrodyr.   |
| I 26 | Vaxholms grenadjärregemente   | Ljusblå krage ärmuppslag och passpoal. Ljusblå flammande granat på mörkblå axelklaff.  | Knapphål i gult band/guldbrodyr.   |
| Fort | Fortifikationen               | Svart krage och klaffar. Gul passpoal och foder.                                       | Knapphål i gult band/guldbrodyr.   |

### Gradbeteckningar förr
Gradbeteckningar på vapenrock m/1886 (m/1888) bars på krage, ärmuppslag och/eller axlar enligt följande.
- Regementsofficerare, kompaniofficerare, fanjunkare och sergeanter bar gradbeteckningar på axelklaffarna. Vapenrockens krage var även försedd med knapphål som för officerare och fanjunkare var av guld- eller silverbrodyr och för sergeanter av guld- eller silvergalon. Ärmuppslagen för officerare och fanjunkare var av guld- eller silverbrodyr, för sergeanter av guld- eller silvergalon medan gruppbefäl och meniga hade ett gult band.

Underbefäl bar gradbeteckning i form av band på krage och/eller ärmuppslag enligt följande.
- Furir: guld- eller silverfärgat band kring kragens kant och runt ärmuppslagen.
- Korpral: band av gult eller vitt redgarn kring kragens kant och runt ärmuppslagen.
- Vicekorpral: enbart band av gult eller vitt redgarn kring kragens kant.[1]

## Historia
En av de tre manschettknapparna är oknäppt. Det finns många olika historier och skrönor om denna knapp. I Sverige sägs exempelvis att den knäpptes upp när vi förlorade Finland och åter skall knäppas när Finland åter är en del av Sverige. En annan skröna är att Oscar II glömde att knäppa den vid en middag och att alla officerare i lojalitet även knäppte upp sin knapp.
Liknande historier florerar i andra länder med samma knapp uppknäppt, bland annat i Norge där kadetternas uniform har samma uniformsmode. Där säger man att när Jämtland åter är norskt skall den knäppas. 
Sanningen är att det är ett franskt uniformsmode som kommer sig av att ärmarna förr var trånga och att man ofta stoppade upp sin näsduk i ärmen, varför knappen fick knäppas upp.

## Användning
Vapenrocken användes huvudsakligen av infanteriet men även inom fortifikationen. Denna uniformsmodell kom att bäras långt in på 1900-talet, även efter att andra modeller fastställts och har ända in i våra dagar benämnts m/ä (modell äldre). 1966 avvecklades den vid alla förband utom Svea livgarde. 1985 återinfördes vapenrocken vid Arméns Musikpluton och från 1990-talet har den införts vid ett flertal andra musikerförband.

### Ursprungligen
De flesta regementena använde modell I, men några använde modell II. Nedan följer fördelningen:
- Modell I: Infanteriregementena samt Jämtlands fältjägarregemente (I 23).
- Modell II: Svea och Göta livgarde (I 1, I 2), Livregementets grenadjärer (I 3), Första och Andra livgrenadjärregementet (I 4, I 5), Smålands grenadjärkår (I 7), Vaxholms grenadjärregemente (I 26) samt Fortifikationen.

### Idag
Modell II används fortfarande om än i en ringa omfattning och endast av Livgardets Livkompani samt militärmusikkårerna Arméns musikkår (AMK) och Svea livgardes fältpiparkår (FPK). Oftast används den bara vid högvakt och annan statsceremoniell verksamhet. Till vapenrocken bärs idag vanligen kask m/1887 och plym m/1887, grenadjärmössa m/1823-1824 eller den nygamla båtmössan m/04. Vid stor parad anlägger officerare epålett m/1794-1895 och manskap epålett m/1804-1895 på axelklaffarna. Musikmanskap bär bragoner och trumslagare bär även trumslagarvinklar m/1829-1845 på ärmarna, allt till både liten och stor parad.

## Fotografier

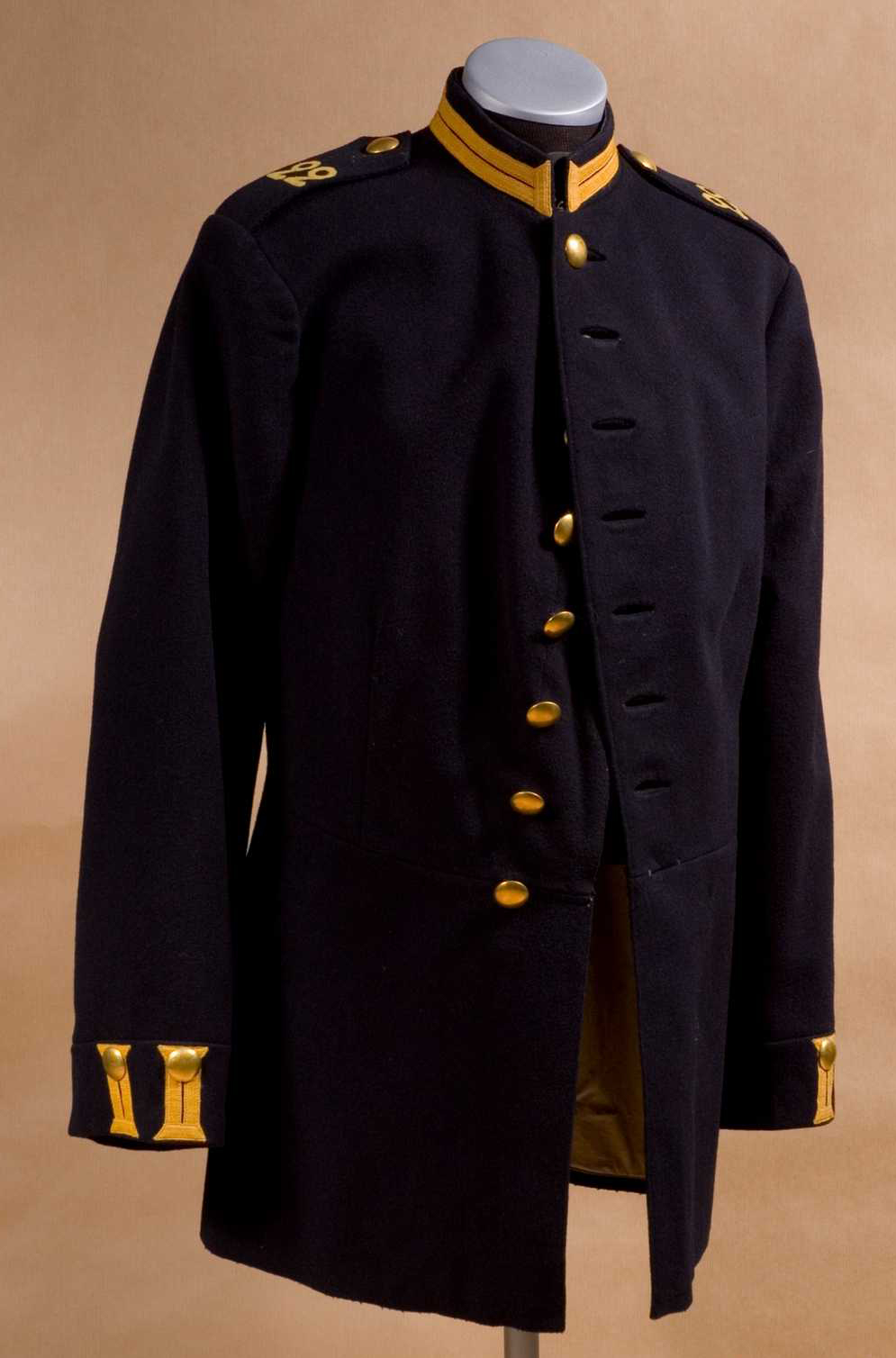
Vapenrock m/1886 (modell I) för manskap vid Värmlands regemente (I 22).
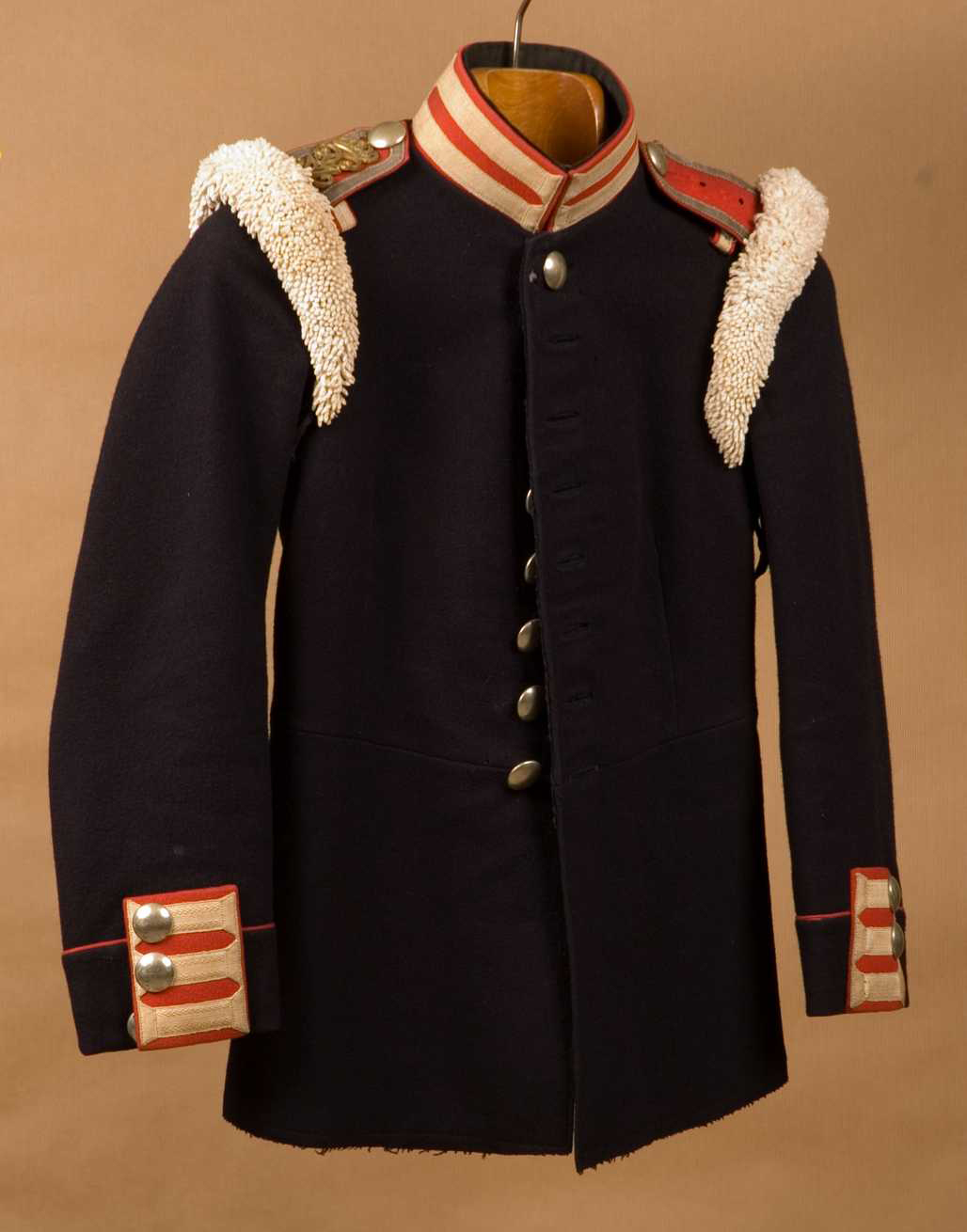
Vapenrock m/1886 för spel vid Göta livgarde (I 2) med bragoner på axlarna.
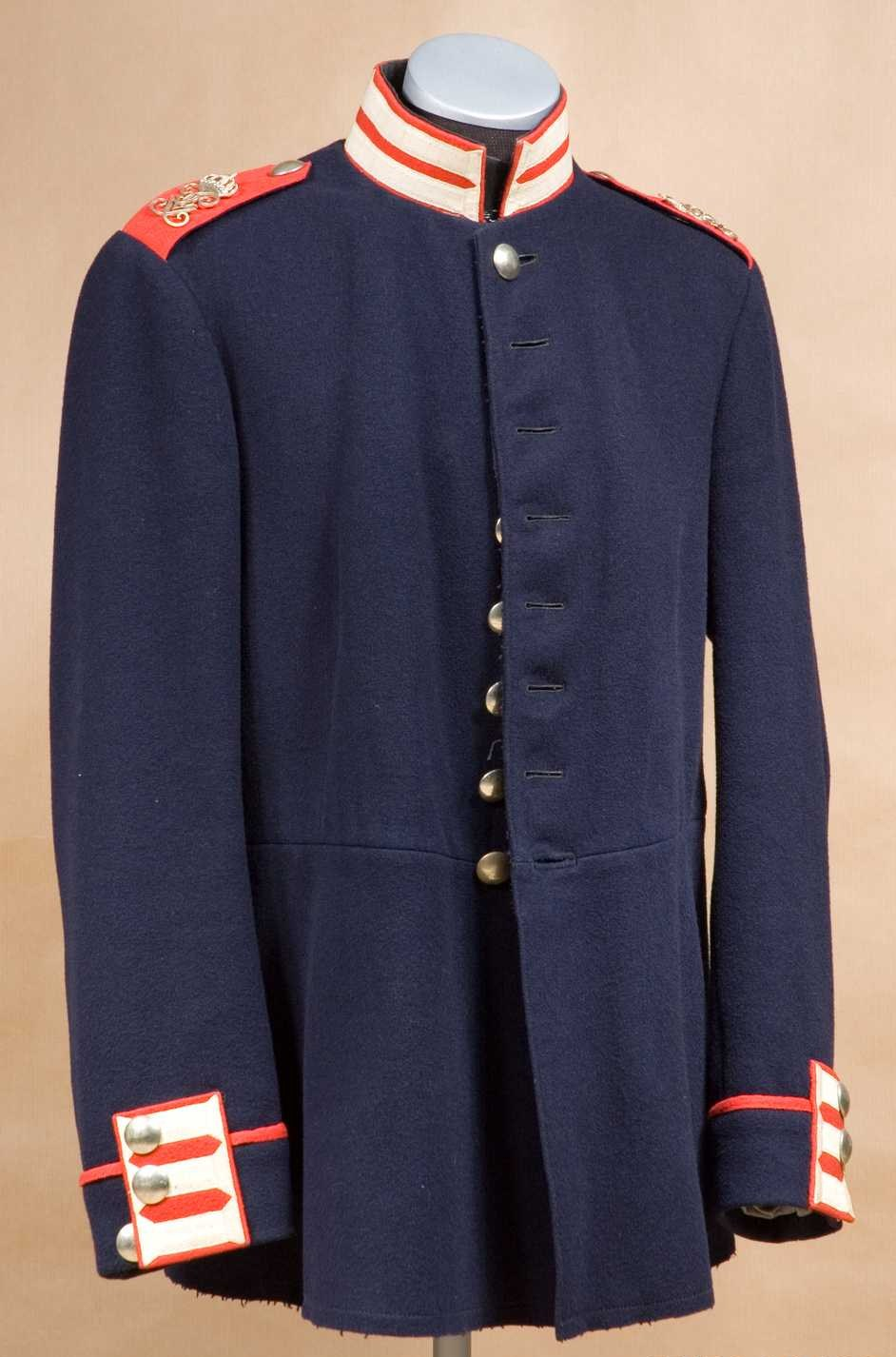
Vapenrock m/1886 (modell II) för manskap vid Göta livgarde (I 2).
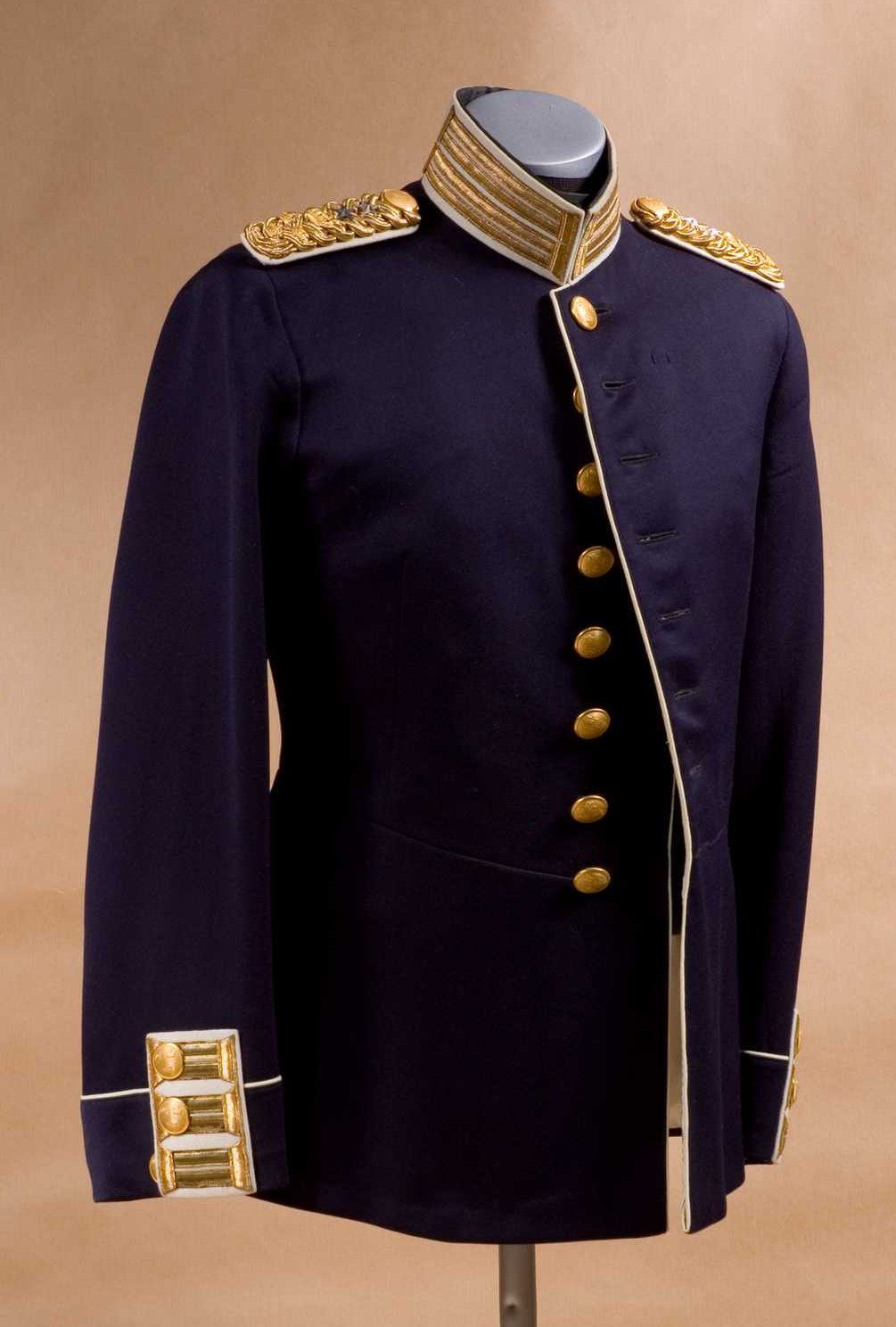
Vapenrock m/1886 (modell II) för regementsofficer vid Livregementets grenadjärer (I 3). Notera de vita klaffarna, kragen och passpoalen.
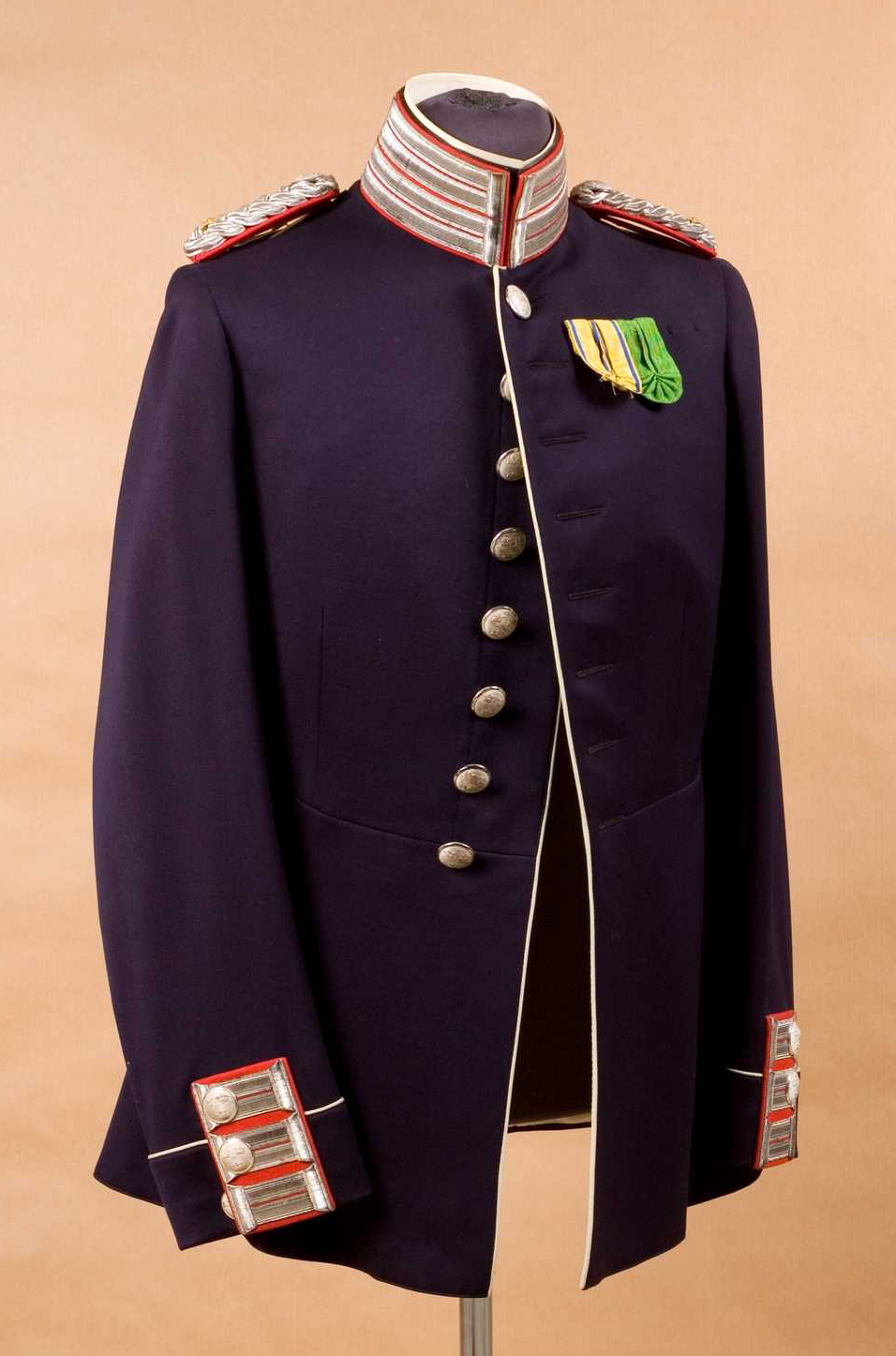
Vapenrock m/1886 för major vid Första livgrenadjärregementet (I 4). Notera de röda klaffarna och kragen med den vita passpoalen till knapphålen i silvergalon.
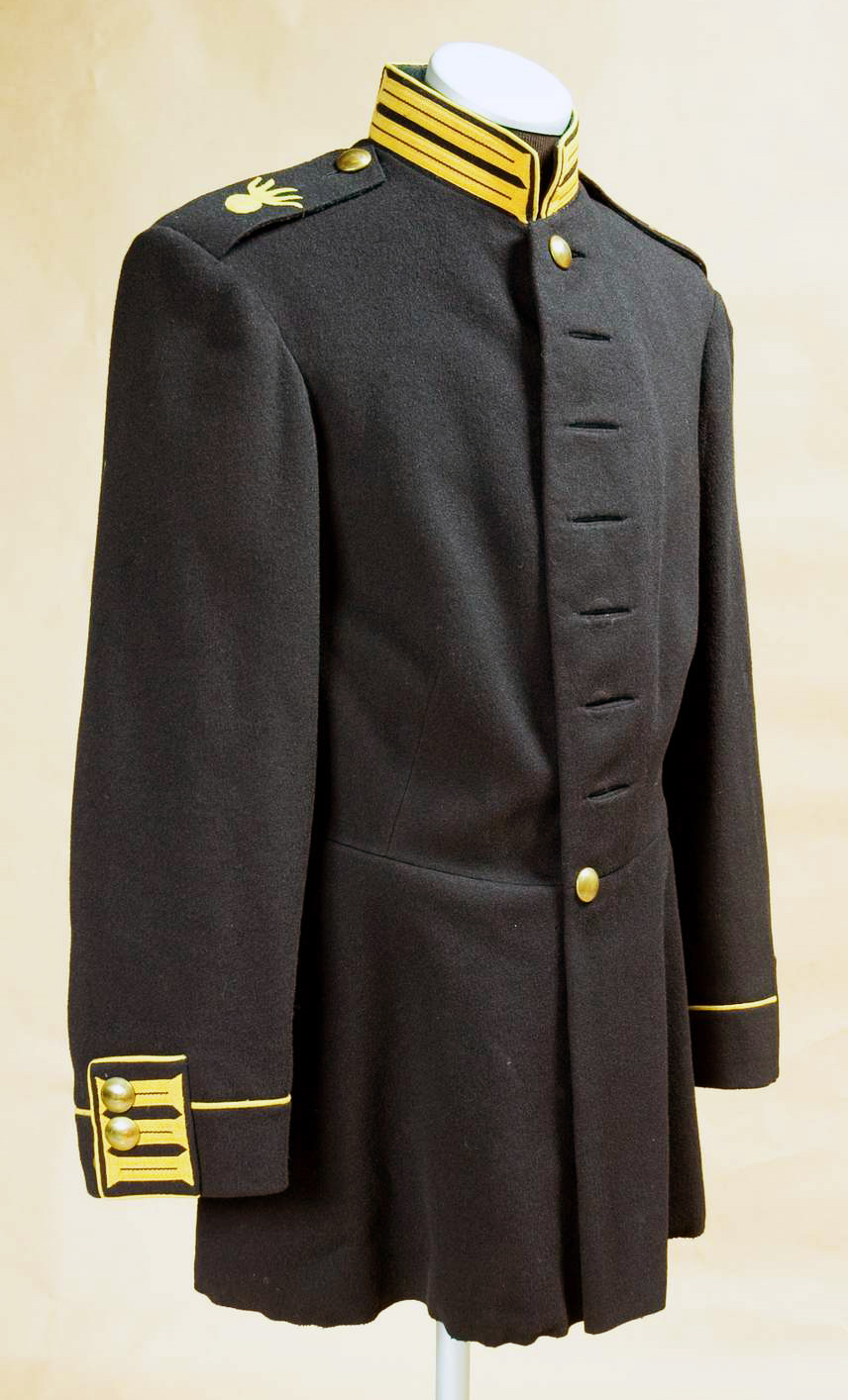
Vapenrock m/1886 för stammanskap vid Smålands grenadjärkår (I 7). Här med mörkblå krage och klaffar med gul passpoal och knapphål. Guldgalon för officerare.
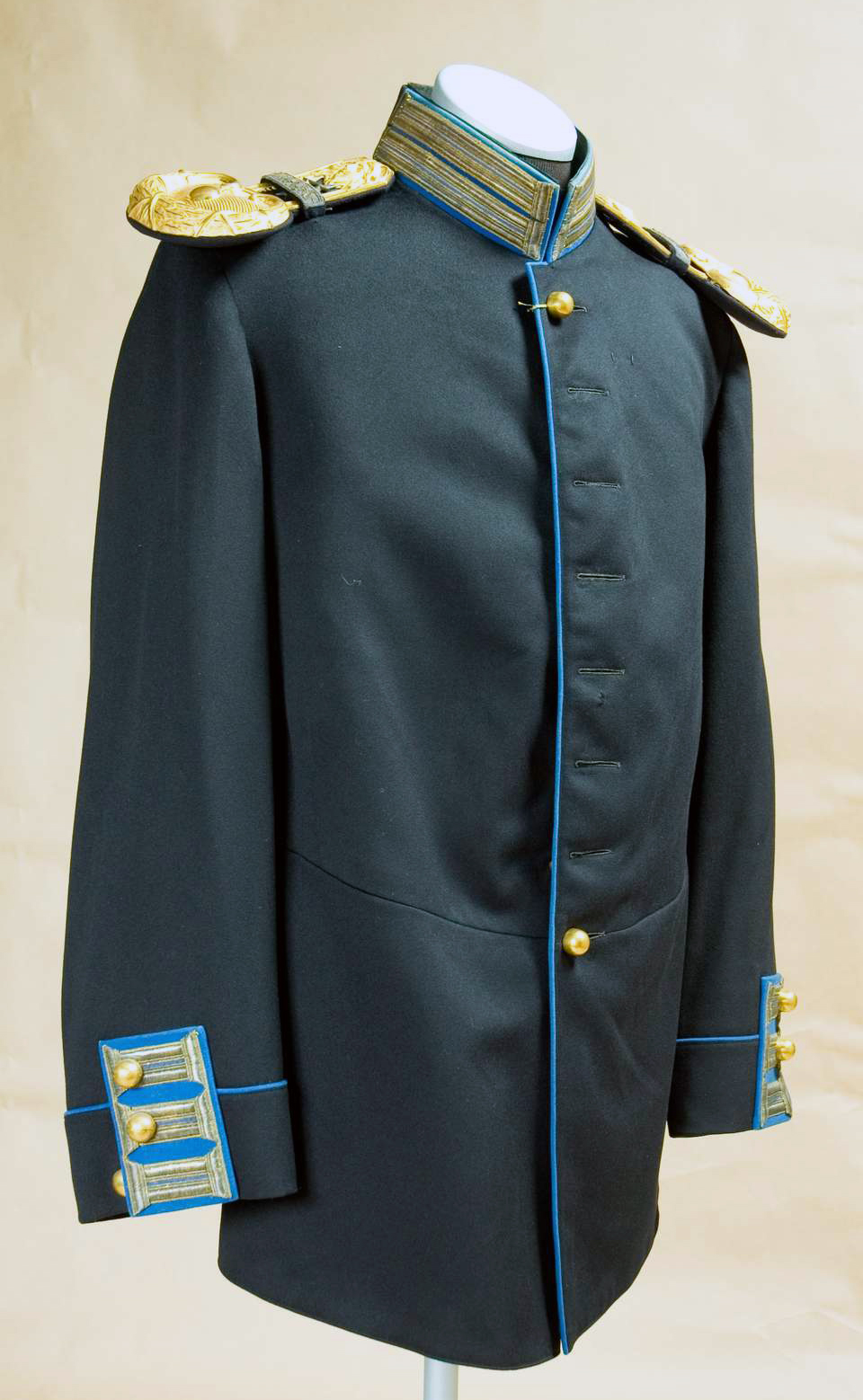
Vapenrock m/1886 för överste vid Vaxholms grenadjärregemente (I 26). Notera den ljusblå kragen och passpoalen med knapphål i guldgalon.
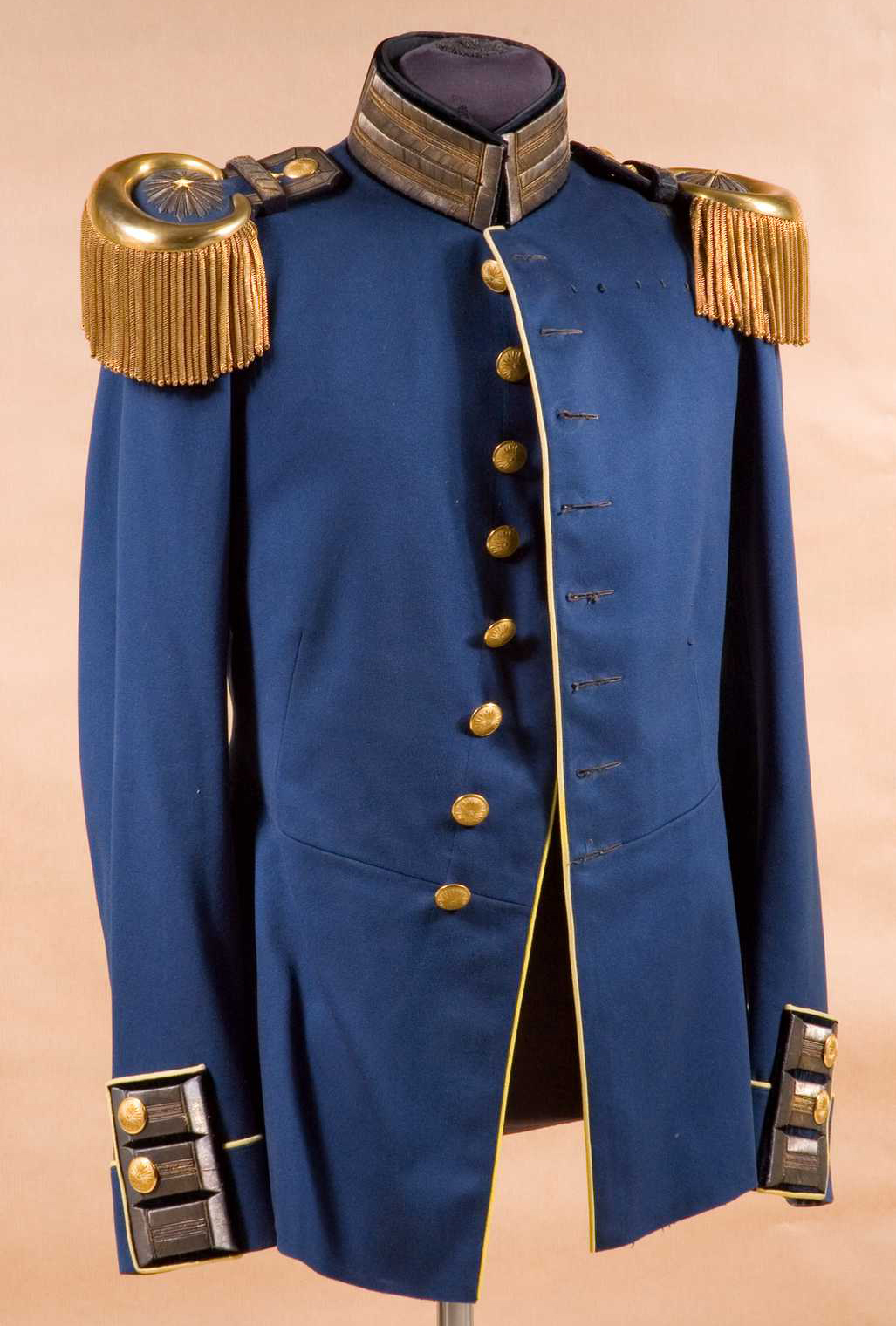
Vapenrock m/1888 (modell II) för major vid Fortifikationen, stor parad. Notera de svarta klaffarna och kragen samt den gula passpoalen och guldbroderade knapphålen.
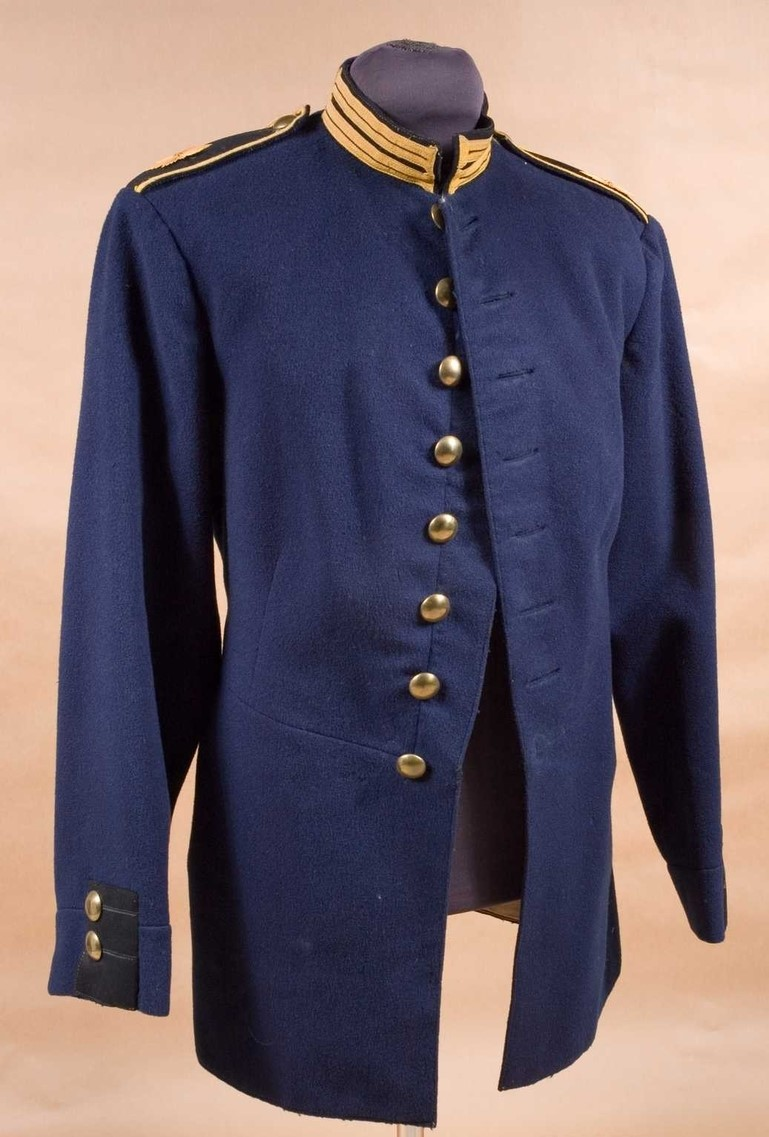
Vapenrock m/1888 (modell II) för manskap vid Fortifikationen. Detta  är ett modellexemplar; knapphållen på ärmuppslagen kom sedermera att utföras i gult redgarn.
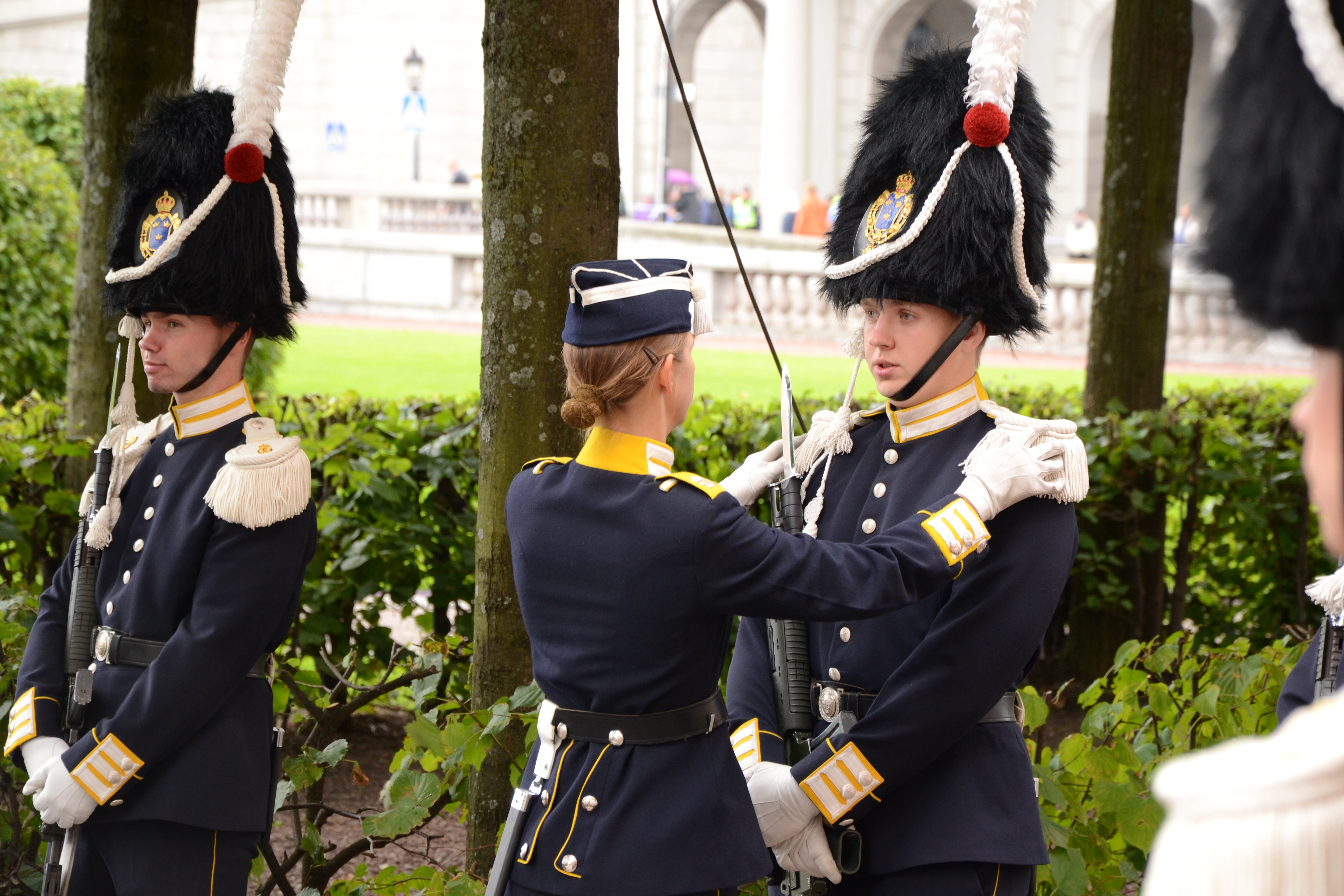
Grenadjärvakt ur Livkompaniet vid Livgardet iförda vapenrock m/1886 (modell II) för Svea livgarde (I 1), stor parad med epåletter.
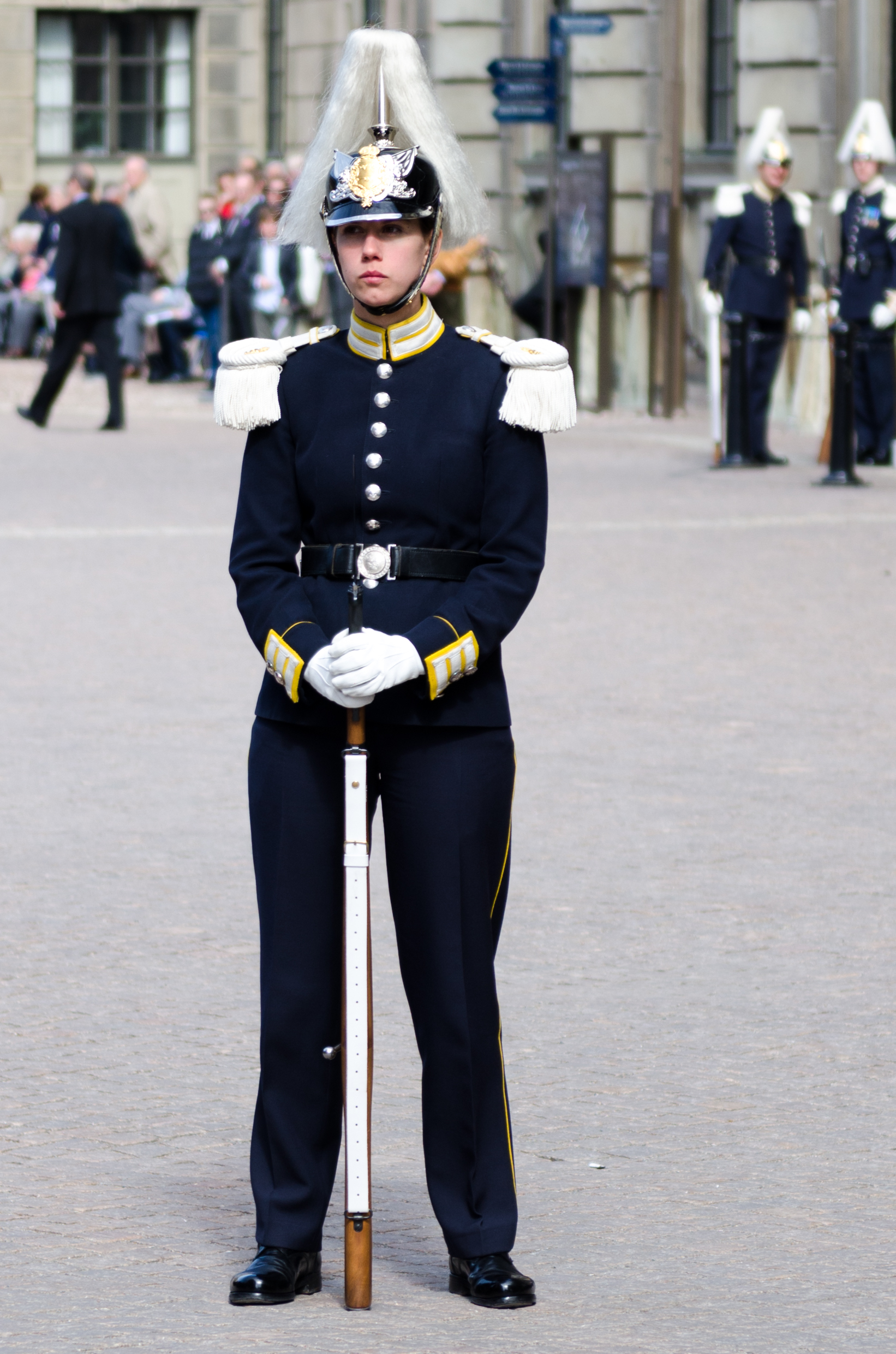
Kvinnlig soldat ur Livkompaniet vid Stockholms slott iförd vapenrock m/1886 (modell II) för Svea livgarde (I 1), stor parad med epåletter och plym till kask m/1887.
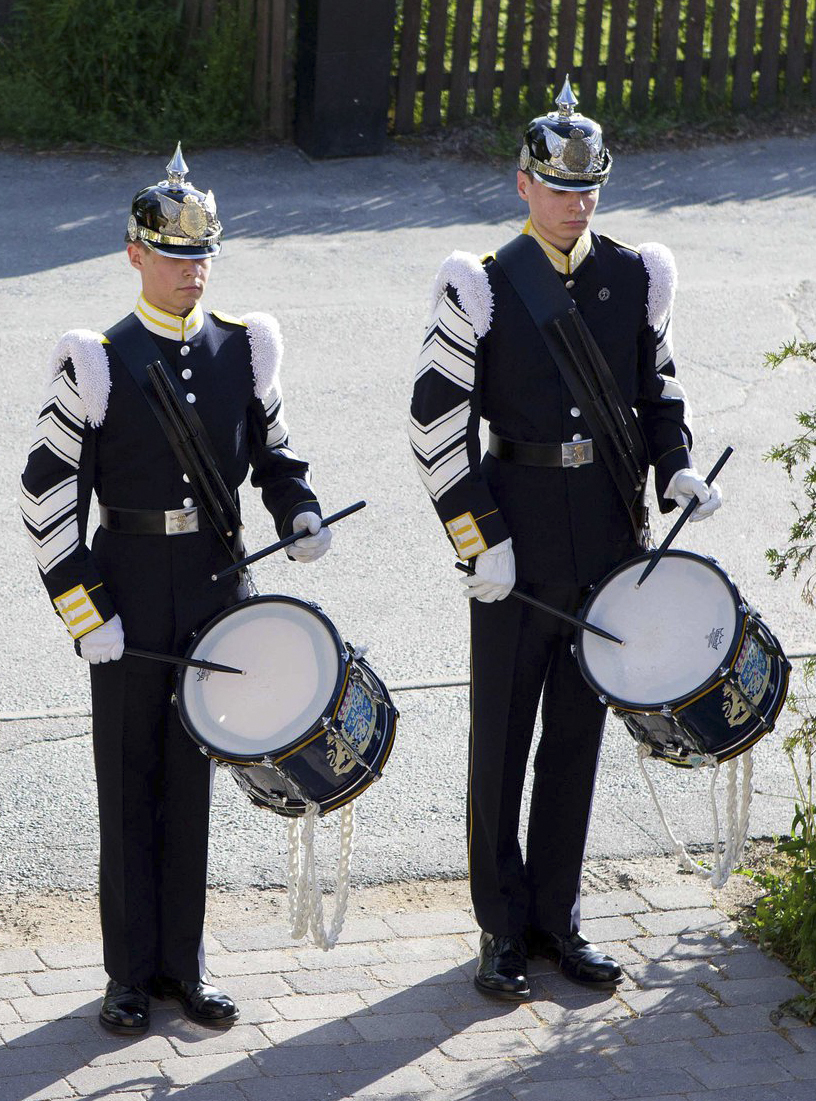
Trumslagare ur Svea livgardes fältpiparkår iförda vapenrock m/1886 (modell II) för Svea livgarde (I 1) med vita bragoner och trumslagarvinklar.
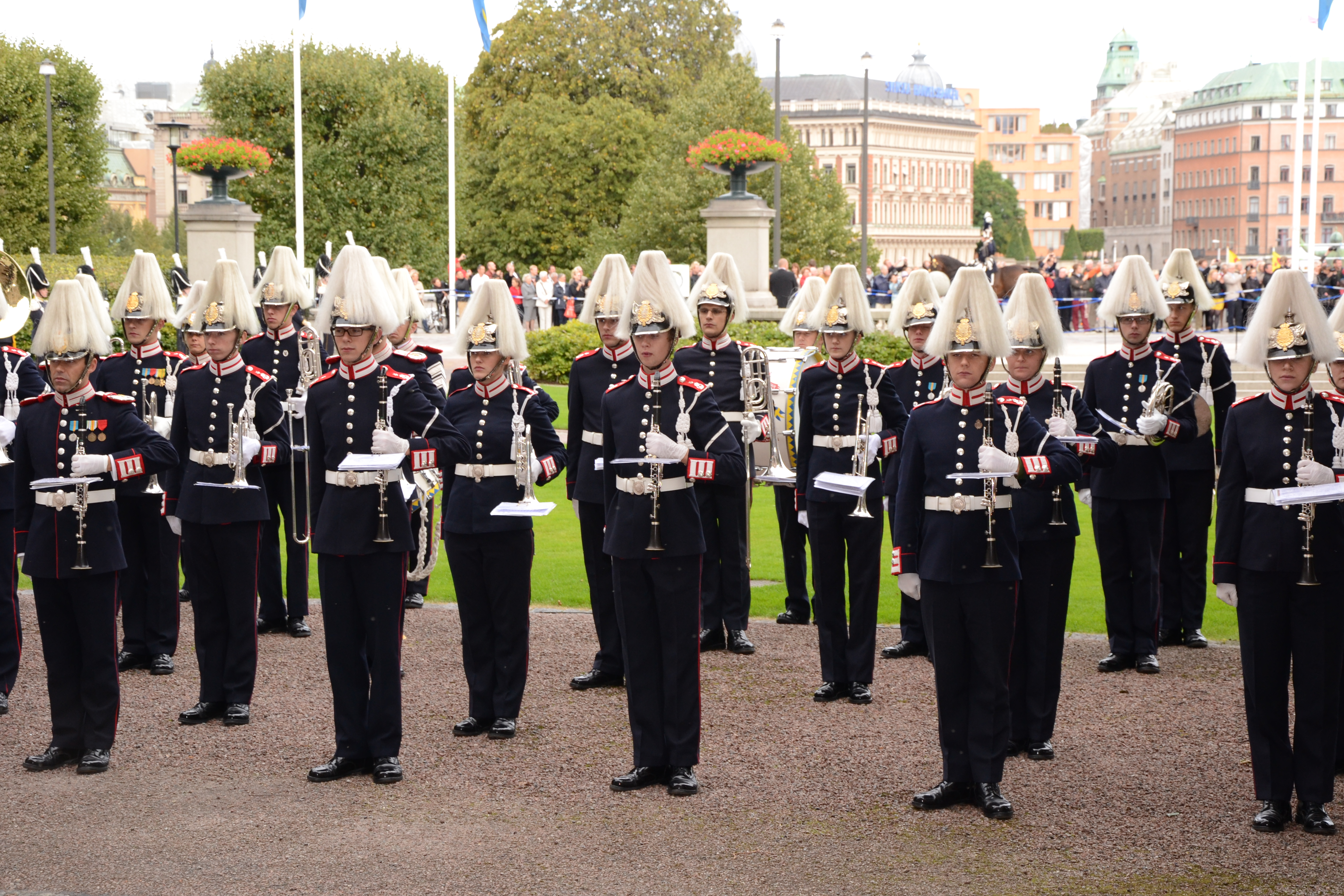
Arméns musikkår iförda uniform m/1886 för Göta livgarde (I 2) vid Riksmötets öppnande.

### Webbkällor
1. 1 2 3 4  Hogman, Hans. ”Militaria”. Artilleriets uniformer. Arkiverad från originalet den 9 mars 2013. https://web.archive.org/web/20130309133404/http://www.algonet.se/~hogman/uniformer_armen_18.htm. Läst 21 september 2012.
2. ↑  Teleseum: Vägledning till uniform m/ä för Fortifikationen Publicerad: 2004 Läst: 12 oktober 2018
3. 1 2 3  Försvarsmakten. ”Uniformsbestämmelser 2009 - Kapitel 4: Paraduniformer”. s. 44. Arkiverad från originalet den 28 augusti 2010. https://web.archive.org/web/20100828071307/http://www.forsvarsmakten.se/upload/dokumentfiler/uniformer/4_Paraduniformer.pdf. Läst 20 september 2012.
4. ↑  ”Svea livgardes fältpiparkår”. Fältpiparkårens uniform. Arkiverad från originalet den 31 mars 2013. https://web.archive.org/web/20130331063658/http://gardesmusik.nu/om-faltpiparkaren/uniform/. Läst 21 september 2012.
5. ↑  Uniformer m/ä - förr och nu, Christian Braunstein i Meddelanden från Armémuseum 57, 1997.